# 妙探孖寶 (1985年電影)
《妙探孖寶》，是1985年上映的一部香港喜劇片，由唐偉成執導，劉家輝監製，劉家輝、太保、曹查理、鄺美寶主演。

## 劇情
警長盧德輝與警員張太保為工作夥伴及好友，後與大律師何倫滿結怨，與其發生一連串事件。

## 演員表
| 演員   | 角色   | 粵語配音 | 介紹                                                                   |
| 劉家輝 | 盧德輝 | 朱子聰   | 警長，後被何倫滿陷害降級為警員 施計向何倫滿報復後被捕                  |
| 太保   | 張太保 | 鄧榮銾   | 排骨仔 警員                                                            |
| 曹查理 | 何倫滿 | 盧雄     | 好鬼悶 新華律師社大律師 施計陷害盧德輝使其降級，後被其報復弄至精神失常 |
| 鄺美寶 | Mabel  |          | 盧德輝前女友 夜總會小姐 何倫滿追求對象，但得手後被其拋棄               |
| 徐少強 | 魯文強 | 楊捷康   | 國際文雀                                                               |
| 午馬   |        | 金貴     | 客串 玩弄警察的路人                                                    |
| 陳欣健 | 陳Sir  | 楊捷康   |                                                                        |
| 羅浩楷 | 趙得勁 |          |                                                                        |
| 容惠雯 | 大埔蓮 |          |                                                                        |
| 米奇   | 吹風擎 | 金貴     | 線人                                                                   |
| 唐偉成 | 打靶成 | 馮永和   |                                                                        |
| 猛丁哥 | 周賓   | 盧雄     | 姜蔥                                                                   |
| 劉紅芳 | 阿芳   | 盧素娟   | 張太保之女朋友                                                         |